# 239 f.Kr.

## Händelser

### Efter plats

#### Karthago
- Mathos och Spendius är oroade över att Hamilkar Barkas mildhet genom att benåda de fångar han har tagit bland deltagarna i legokriget kommer att få andra att hoppa av legohären. Därför beordrar de att "omkring sjuhundra" karthagiska fångar, inklusive Gesko, skall lemlästas och avrättas. Då legosoldaterna tillsammans gör sig skyldiga till dessa grymheter vågar avhoppare inte möta den karthagiska rättvisan under Hamilkar.
- Karthago blir belägrat av legohären, medan staden Utica gör uppror och försöker göra sig självständigt från Karthago, som därför vädjar till Hieron II av Syrakusa och till Rom för bistånd mot legosoldaterna. Dessa avvisar dock de romerska medlarnas ansträngningar.
- Sardinien gör uppror mot Karthago och Rom tar då tillfället i akt att annektera ön.

#### Grekland
- Kung Antigonos II av Makedonien dör och efterträds av sin son Demetrios II.
- Med Aitolien som sin allierade börjar det akaiska förbundet under Aratos från Sikyon befäl upprepade gånger anfalla Aten och Argos.

#### Seleukiderriket
- Seleukos II:s bror Antiochos Hierax, som är guvernör över det seleukidiska Anatolien, sänder en armé till Syrien, officiellt för att understödja Seleukos, men i verkligheten för att inta resten av hans imperium. Efter att ha uppnått fred med Egypten, invaderar Seleukos II Anatolien och inleder "Brödernas krig".

#### Persien
- Diodotos av Baktrien besegrar en armé av partier. Han dör dock strax därefter och efterträds av sin son Diodotos II.

#### Korea
- Haemosu, som är ättling till befolkningen i Gojoseonriket, grundar det koreanska kungariket Bukbuyeo i nuvarande Manchuriet.

## Födda
- Quintus Ennius, latinsk poet och skribent, ansedd som den romerska poesins fader (död 169 f.Kr.)

## Avlidna
- Antigonos II Gonatas, kung av Makedonien sedan 277 f.Kr., som har återuppbyggt sitt kungarikes makt och återställt dess hegemoni över Grekland (född omkring 319 f.Kr.)
- Diodotos I, kung av det grekisk-baktriska riket (död omkring detta år)